# 神圣罗马帝国
神圣罗马帝国（德語：Heiliges Römisches Reich），962年到1157年稱為羅馬帝國（德語：Römisches Reich），在1157年到1512年改稱神聖羅馬帝國，在1512年到1806年再改稱德意志民族神圣罗马帝国（德語：Heiliges Römisches Reich deutscher Nation），史家亦稱之「德意志第一帝國」（Erstes Reich），是一个曾存在于962年－1806年间的欧洲国家，领土以今德国、捷克和奥地利为中心，还囊括今日之法国东部、北義大利、瑞士以及荷兰、比利时、卢森堡的低地区域，版图横跨中欧與南欧地區。
定都巴黎的法兰克王国於6世紀至8世紀向莱茵河流域擴張，其中以查理曼時期最盛；800年，查理曼被教宗加冕為「羅馬皇帝」，成為476年西羅馬帝國滅亡後第一位此頭銜擁有者。查理曼的三個孫子於843年《凡尔登条约》三分法蘭克，東法蘭克被日耳曼人路易所統治。962年，奥托一世加冕為「羅馬皇帝」，被認為是帝國建國之始；該國在奥托王朝時期發動一系列軍事征伐與文藝贊助，自建國至12世紀被認為是歐洲最強大的君主國。
1214年，帝國在布汶战役中被法蘭西王國擊敗，腓特烈二世因此確立為皇帝，但其去世後帝國進入大空位時代，转而走向地方分權的統治模式。1356年，查理四世頒布金玺诏书，穩定了帝國局勢。15世紀前期，帝國與胡斯派陷入漫長的胡斯战争，帝國對波希米亞的軍事行動大多以慘敗告終，直至胡斯派的分裂。15世紀末，帝國與法蘭西王國瓜分了勃艮第公國的領地，獲得低地地區的統治權。
16世紀初期，皇帝馬克西米連一世開啟帝国改革，帝國轉變成“德意志民族的神聖羅馬帝國”；該時期所制定的大部份政策能一直維持到帝國滅亡之時。帝國於此世紀開始被奧地利的哈布斯堡王朝掌管，在很长一段时间内，神聖羅馬帝國和西班牙帝國的君主都是同一個人，即查理五世，神西两国也经常在戰爭中結盟以對抗法國。
因宗教改革的影響，帝國面臨許多內部叛亂，最終引爆了17世紀前期的三十年戰爭，導致帝國體制的形骸化。1672年的法荷战争中，帝國軍隊與蒂雷納子爵率領的法軍在萊茵地區爆發諸多衝突。1683年，帝國在波兰立陶宛率领的欧洲联军的帮助下，於维也纳之战中擊敗信奉伊斯兰教的奥斯曼帝国，让欧洲的基督教实力得到增长。
18世紀起普魯士王國崛起，經常與奧地利大公國在西里西亞等地區上进行爭奪，導致帝國的权力逐渐被奥普两国瓜分，促成了德意志二元化，帝國皇帝也不再能對旗下諸侯国拥有实际的约束力。1804年，帝國皇帝弗朗茨二世建立奧地利帝國。1806年，法蘭西皇帝拿破仑一世在第三次反法同盟勝利後，将十余个德意志邦国组建成亲法的萊茵邦聯，弗朗茨二世則宣佈放棄神聖羅馬皇帝頭銜，致使神聖羅馬帝國滅亡。

## 历史

### 中世纪初期

#### 羅馬帝國分治
293年，羅馬皇帝採行四帝共治制，將帝國分為東西兩半，此後帝國分分合合。395年，狄奧多西一世將帝國分給兩位兒子，從此分为西罗马帝国和东罗马帝国。西罗马帝国的首都在拉文纳，东罗马帝国的首都在君士坦丁堡；但彼此并非敌对关系，而是各自擁有羅馬的國號，兩國在很多方面都能進行密切的合作。
此后几十年间，罗马城多次被西哥特王国的亚拉里克一世和汪达尔人攻占和血洗，西罗马帝国的实力和威严一落千丈。476年，西罗马帝国彻底解体，末任罗马皇帝羅慕路斯·奧古斯都遭奧多亞塞废黜，后者向东罗马帝国发出诏书，宣布西罗马帝国不会再有皇帝。而东罗马帝国却得以保留，即后来史称的「拜占庭帝国」。西罗马帝国虽然于476年瓦解，其皇帝被西哥特人废黜。然而罗马人在巴黎地区的统治一直持续到486年。

#### 查理曼帝国

843年，凡尔登条约将法兰克王国一分为三

同一年，日耳曼民族的法兰克人首领克洛维打败罗马人，建立墨洛温家族的法兰克王国。其后法兰克王国不断发展壮大，在加洛林家族的查理曼的统治之下王国达到鼎盛，征服國土範圍到今法国、德国、荷兰、瑞士、北意大利、波希米亞、奥地利西部、伊比利亚半岛东北角的领土。800年的圣诞节，查理曼在羅馬參加彌撒時被教宗良三世加冕為“羅馬人的皇帝”，整個法蘭克王國也被泛稱為「加洛林帝国」，不過查理曼的國家還是稱法兰克王国。西罗马帝国就此以帝位转移至法兰克国王的形式复辟。加洛林帝国奠定了后世的神圣罗马帝国的基石，直到1806年神圣罗马帝国被强行解散为止。
840年，查理大帝之子路易一世去世，他的帝国也随之分崩离析。843年，路易一世的三个儿子订立《凡尔登条约》，全国分为三部分。其中查理大帝的长孙洛泰尔承袭皇帝称号，并领有自莱茵河下游以南、经罗讷河流域，至今意大利中部地区的疆域，为中法兰克王国。而他的弟弟日耳曼人路易，分得莱茵河以东地区，为东法兰克王国。另一个弟弟秃头查理则领有除此之外的西部地区，为西法兰克王国。
查理曼死後，841年日耳曼人路易（東法蘭克）和秃头查理（西法蘭克）聯合起來打敗了長兄，「羅馬皇帝」這個頭銜，始终由东法兰克王国和西法兰克王国的加洛林君主轮流拥有。帝國皇冠最初在西法兰克和东法兰克之间争夺不休，先是作为战利品先后落到西边秃头查理和东边日耳曼人路易。870年，日耳曼人路易和秃头查理簽訂墨爾森條約，瓜分了長兄的中法蘭克王國。
胖子查理於887年被废黜與888年死后，加洛林帝国自此分裂瓦解，並再也没有统一过。自胖子查理之后，罗马帝国皇帝的头衔拥有者大多是由教宗加冕的意大利国王，意大利国王的实际统治范围极其有限，仅限于意大利东北部，而那些国王几乎是意大利本土贵族，最后一位这样的皇帝是死于924年的意大利人贝伦加尔一世。根据普吕姆的里基诺的说法，帝国的每一部分从自己内部选出了一位“小王”（kinglet）。

### 帝国建立

#### 萨克森王朝

带有各诸侯国国徽的双头鹰（1510年作）是神圣罗马帝国的象征

大约在900年，东法兰克王国地方势力崛起，形成並分别以四大日耳曼部落为母体的四大公国：萨克森（萨克森人）、法兰克尼亚（老法兰克人）、士瓦本（阿勒曼尼人）和巴伐利亚（巴伐利亚人）。911年，加洛林家族的最后一位国王孩童路易去世，但东法兰克贵族没有选择西法兰克王国的加洛林家族成员作为继任者，而是选举法兰克尼亚公爵康拉德为新一任国王。康拉德临终之时，指定宿敌萨克森公爵捕鸟者亨利为继任者。919年，萨克森公爵亨利在眾多東法蘭克王國的公爵當中，被推舉為東法蘭克王國國王（薩克森王朝），他的后代们继续统治東法蘭克王国一个世纪左右。936年，亨利去世，亨利的兒子鄂圖一世在亚琛被选为国王。他平定一系列由其长兄和一些公爵发动的叛乱。在那之后，国王成功掌握公爵的任免权，并經常任命主教来管理行政事务。951年，鄂圖一世帮助義大利的寡妇王后阿德莱德击败她的敌人，迎娶她并控制義大利。955年，鄂圖一世在对阵匈牙利霍尔卡布尔斯苏和雷尔酋长、苏尔酋长的列希菲德战役中赢得一场决定性胜利。
962年，東法蘭克王國國王鄂圖一世在羅馬由教宗若望十二世加冕稱帝，成為羅馬的監護人與皇帝和天主教世界的最高統治者。从那时起，帝國的事务就与意大利和罗马教廷的事务缠绕在一起。鄂圖的加冕仪式使日耳曼国王们成为查理曼帝国的继承人，并通过帝国继承原则也使他们成为古罗马的继承人。帝国没有固定的首都，而且国王不断往返与各个住处之间来处理政务（被称为皇帝宫廷（Kaiserpfalz））。然而每位国王都有偏爱的地点，对鄂圖一世来说是马格德堡。
王位继续以选举的形式傳承，不过在国王们死亡前，他们的子嗣常常被选为下一任国王，这一現象一直持续到12世纪萨利安家族統治结束。这也重新引发与君士坦丁堡的东罗马帝国皇帝的冲突，尤其是在鄂圖一世的儿子鄂圖二世自称为罗马人的皇帝之后。尽管如此，奥托仍然以迎娶拜占庭公主賽奧法諾（皇帝尼基弗魯斯二世的姪孫女）的方式保持与东罗马帝国的联姻关系。他们的儿子鄂圖三世把注意力放在意大利和罗马教廷，并展开广泛的外交，但却于1002年英年早逝。继位是他的表亲亨利二世，專注于德意志内部事务。

#### 法兰克尼亚王朝
1024年，亨利二世去世后无嗣，来自法兰克尼亚的康拉德二世当选为东法兰克国王，并于1027年加冕为皇帝。
康拉德二世在勃艮第国王鲁道夫三世死后，继承了勃艮第王国。
1125年，末代君主亨利五世去世，没有子嗣，薩利安家族統治终结。在萨利安家族将近100年的统治中，皇帝与教廷之间发生了影响深远的叙任权斗争。

### 中世纪盛期

#### 和教廷的斗争
中世纪早期至中期，日耳曼贵族普遍缺乏文化教养，无法施行高效的行政管理，因此歷代君王常常雇佣谙熟古罗马法制的天主教主教管理行政事务，也因此，君王经常决定进入教会任职的人选。
在克吕尼改革初期，罗马教廷愈发认为此种行为是一种不妥当的越权。教宗額我略七世决心反对此类行为，于是引发与皇帝亨利四世的主教叙任权之争，后者反对教宗的干涉并劝说主教把教宗罷黜。教宗反擊，也對皇帝處以破門律，開除教籍，宣布废黜国王并解除亨利的忠诚宣誓。得知皇帝被绝罚，为了争取更大权力的德意志诸侯们便选出另一位国王莱茵费尔登的鲁道夫。皇帝发现自己在政治上孤立无援，被迫于1077年进行著名的卡诺莎之行，并以背负耻辱的代价使自己恢复教籍。在恢复教籍后，亨利成功击败对立国王，更一度将額我略逼上绝路，但最后又遭遇更多的起义、再度被开除教籍，甚至是他自己儿子发动的叛乱等劫难。
1122年，他的次子亨利五世成功与教宗和主教们达成《沃尔姆斯宗教协定》。帝国的政治权力被保留，但这次冲突显示所有统治者的权力都有限制，尤其是有关教会的，并取消国王此前享有的圣人身份。教宗和诸侯们自此在帝国的政治体系中占据了同等重要的位置。
值得注意的是，这段期间，“罗马人的国王”（拉丁語：Rex Romanorum）取代了（东）法兰克国王（或者单纯的“国王”），首次成为未加冕的皇帝当选者的称号：这是年值冲龄登基为王的亨利四世对教宗额我略七世的回应，后者企图通过称呼幼王为“德意志人的国王”或“条顿人的国王”（拉丁語：Rex Teutonicorum）来否定未加冕为皇帝的国王统治的罗马性与普世性，以此确立教廷对帝国的优越性。

#### 霍亨斯陶芬王朝

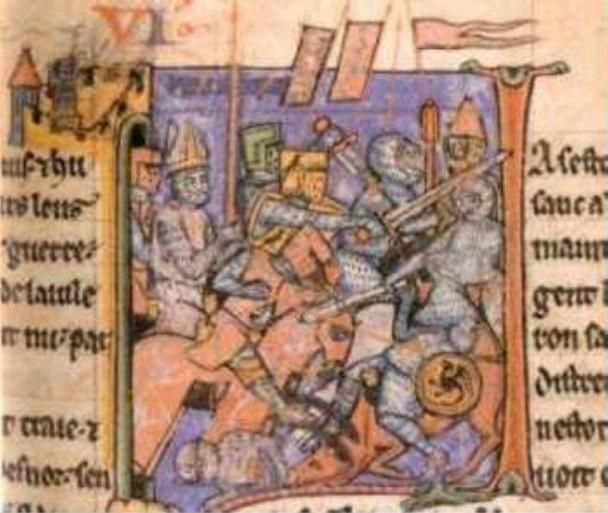
勒皮主教阿希马尔拿着命运之矛

1125年，亨利五世死亡，无子嗣，薩利安家族統治结束，公爵们并没有选出国王的近亲当国王，而是选择洛泰尔二世，一位影响力颇大的萨克森公爵。当他在1138年去世时，公爵们再一次选择更有影响力的家族。因此他们并没有选择洛泰尔偏爱的继承人与女婿，韦尔夫家族的巴伐利亚与萨克森公爵“骄傲者”亨利，而选择霍亨斯陶芬家族的施瓦本公爵康拉德三世，一位萨利安家族的近亲（亨利四世的外孙）。此事引发两家族长达一个多世纪，几乎贯穿整个霍亨斯陶芬王朝的冲突，以致后来教宗成为反皇帝派的领袖后，反皇帝派仍被称为“归尔甫派”（意大利语拼写的“韦尔夫派”）。康拉德剥夺了韦尔夫家族的财产，不过在1152年他死后，他的侄子“红胡子”腓特烈一世继位并与韦尔夫家族握手言和，返还他的表亲，“骄傲者”亨利之子“狮子”亨利的财产，虽然数量已少于往日。
霍亨斯陶芬家族的统治者们越来越多地把土地借给家臣（ministerialia），腓特烈一世希望他们会比公爵们更可靠。这一新兴阶级最初是主要服务于战争的，他们后世骑士阶级的前身，也是帝国权力的根基。霍亨斯陶芬家族統治时期帝国的另一本质性变化是在隆卡格里亚（Roncaglia）建立的整个帝国的新秩序。此举一方面是要废除众多公爵的私人封地，另一方面也试图将皇帝的臣子们归于同一个合法的司法和公诉体系之下，这正是现代“法制”理念的前身。另一个崭新的理念是新式城市体系的建立——由皇帝和本地公爵共同完成。这一理念的形成一部分是由于人口剧增，同时也是为将经济发展重心放在重点地区，在以前城市只形成于古罗马的地基或主教辖区。包括弗莱堡在内的一些城市建立于12世纪，一定程度上成为很多后世城市的经济发展模板，如慕尼黑。
腓特烈一世在其统治期间的另一重要举措是通过立法试图进一步确立“帝权”。1155年，腓特烈加冕为皇帝时，他强调帝国的“罗马性”，此举部分是为证明（已被加强的）皇权独立于教权的合法性。1157年腓特烈更是將國名羅馬帝國（Imperium Romanum）改稱神聖羅馬帝國（Sacrum Romanum Imperium）以強調皇權的神性，其后腓特烈又在1158年的隆卡格里亚帝国大会上，根据东罗马帝国的《民法大全》再次声明皇帝的各项权利。皇权自主教叙任权之争以来一直仅仅被当作是日耳曼封建王权（Regnum）的同义词，不过在隆卡格里亚首次以成文法形式确立为“天赋的普遍权力”，这一广泛的权力范围包括筑路、制定关税、铸币、惩罚性收费和公职人员的任免，而这些权力可以明确地在罗马法律中找到根源。此举意义深远，因为导致了皇帝与诸侯以及教宗的进一步对立，为后来的大空位时代埋下了伏笔。
腓特烈一世的政策主要针对意大利，他在北意大利与一些日益富裕和独立的城市发生冲突，尤其是米兰。他也由于支持一位少数派候选人反对教宗亚历山大三世而卷入与罗马教廷的冲突。腓特烈一世在1177年与教宗握手言和之前，支持一系列對立教宗。在德意志，皇帝多次在公国和城市等竞争对手面前保护狮子亨利（尤其是慕尼黑和吕贝克）。不过亨利对腓特烈政策的支持并不太强，在意大利战争进入到危机时刻时，亨利拒绝皇帝的军事支援请求。当腓特烈回到德意志时，愤怒的他对亨利提起诉讼，没收了亨利除不伦瑞克-吕讷堡以外的所有领地，并将其持有的萨克森公爵与巴伐利亚公爵的头衔分别转封给阿斯坎尼的伯恩哈德和维特尔斯巴赫的“红头”奥托。
在霍亨斯陶芬家族統治期间，德意志的公国们靠着帝国西部巧舌如簧的农民、商人和工匠（包括基督徒和犹太人），成功且和平地推动向东方土地定居的进程，此前由西斯拉夫人定居或无人定居。这些土地逐渐的日耳曼化，是一种复杂的现象，这种现象在19世纪种族偏见出现之前并不能被合理地解释。凭借定居地的东扩，也由于本地斯拉夫统治者与日耳曼人的通婚，帝国的影响力不断上升，最终到达了波美拉尼亚和西里西亚。同时，条顿骑士团在1226年被马佐夫舍公爵康拉德邀请到普鲁士来促使普鲁士人的基督教化，然而条顿骑士团和他的日耳曼继承者普鲁士王国从来就不是神圣罗马帝国的一部分，尽管后来普鲁士国王仍以勃兰登堡藩侯的身份参与帝国政治。

#### 东向移民
由於东向移民，中歐人口較少的地區（即今天的波蘭和捷克共和國人口稀少的邊境地區）接收了大量講德語的人。 由於當地皮亞斯特公爵推動脫離波蘭王室的自治，西里西亞成為了神聖羅馬帝國的一部分。從12世紀後期開始，波美拉尼亞公國處於神聖羅馬帝國的宗主權之下，條頓騎士團的征服使該地區成為說德語的地區。

#### 十字军东征
1190年，红胡子腓特烈参加第三次十字军东征并死于小亚细亚。他的儿子和继承人，亨利六世统治期间，霍亨斯陶芬家族統治达到巅峰。亨利通过联姻获得诺曼人的西西里王国继承权，俘虏英格兰国王狮心理查，于1194年征服西西里王国，并在1197年去世前试图建立君主世袭制。在他死后，他的儿子腓特烈二世虽然已经被选为国王，但只是一个生活在西西里的小孩，德意志諸公国决定另外选择一位成年国王，于是出現了“红胡子”腓特烈的幼子施瓦本的菲利普和狮子亨利的儿子不伦瑞克的奥托两位人选竞争王位的局面。
1208年，菲利普在一场争吵中被谋杀，韦尔夫家族的奥托赢得了短暂的胜利，直到他也开始宣称西西里的王位。教宗依诺增爵三世惧怕帝国和西西里的威胁，于是支持自己的教子西西里国王腓特烈，那个10年前被排除出帝位继承的亨利六世之子，进军德意志并击败奥托。虽然腓特烈出征德意志之前将西西里王位传给他的儿子亨利，但在他胜利之后，腓特烈并没有履行他保持两个国家分离的诺言，仍旧保留自己对西西里的实际控制权。
这一局面一直持续到1220年腓特烈加冕为皇帝。教宗惧怕腓特烈集中的大权，最终对他施以绝罚。另一方面，腓特烈曾承诺发动十字军东征，但却一再推迟。他雖被开除教籍，腓特烈还是在1228年领导了十字军东征，這次東征结束于一系列谈判并使耶路撒冷王国短暂复国。腓特烈凭借此次东征的胜利与西西里上的优秀反击恢复了自己的教藉，但仍然无法阻止皇帝与教宗的冲突日益加剧，其结果就是，腓特烈所信赖的日耳曼共治国王，长子亨利在教宗的支持下于1234年发动了对父皇的叛乱，而1247年腓特烈死后，德意志诸国又在教宗的支持下选出了一位对立国王威廉。
除了他的帝国要求之外，腓特烈的统治期是帝国中央集权瓦解的转折点。当他专注于将西西里建立成一个现代的中央集权国家时，他大部分时间都不在德意志,并给予德意志的诸侯们广泛的特权：在1220年的《神圣诸侯契约》（拉丁語：Confoederatio cum principibus ecclesiasticis）中，腓特烈下放很多权力给主教，如制定关税、铸币和设防。在1232年的《世俗诸候法案》（拉丁語：Statutum in favorem principum）中又将大部分上述特权分给了世俗地区。虽然事先这些特权很多都已经存在，但现在它们被广泛而一次性地授予。1232年的《世俗诸候法案》中更首次将德意志的诸侯们称为Domini Terræ，即他们领地的主人，这也是政治术语一次非凡的进步。另外，针对帝国中唯一一个实质王国——波希米亞王國这个重要的区域势力，腓特烈又在1212年颁布西西里金玺诏书，承认了国王普热米斯尔·奥托卡一世（自1198年开始使用国王头衔）及其后代的王室头衔，并将波西米亚公国晋升为王国，作为奥托卡支持其成为皇帝的回报，波希米亞国王从此被豁免除参与帝国会议之外的所有义务。腓特烈希望通过这类广泛的特权授予，拉拢德意志的诸侯们，以使在他专注于意大利事务期间，德意志的诸侯们能帮他维持好阿尔卑斯山以北的秩序。事实上这类政策至少在腓特烈在位期间有一定成效：1234年的亨利叛乱之际，在红胡子时期一直给皇帝添堵的德意志诸侯们这次都坚定地站在皇帝一方，而使叛乱在半年内便被平定。
神聖羅馬帝國早期三王朝时期，由于皇帝基本上都以日耳曼五大部落公爵的身份登基，以及与罗马教廷的合作关系而维持帝国内部稳定，但在腓特烈二世采取重意大利轻德意志政策后，皇帝在德意志的权力威望逐渐衰落，而沦为与一般德意志诸侯无异的小领主。随着腓特烈二世的去世，此前得政策倾斜以及与教廷关系破产造成的潜在危险因为缺乏有能力的皇帝而一次性爆发。经历大空位时代以后，12世纪至13世纪期间，皇帝只能靠家族少量力量以政治手段和聯姻取得王位和帝位，缺乏强大的王室领地，来作为税收来源和王权扩张的基础，對於皇帝名義上可向帝國內成員收取的只有定額軍事徵收税，这种松散的政治邦联形态则在三十年战争中被彻底摧毁。

#### 大空位时期
腓特烈二世于1250年死后，德意志王国分裂于他的儿子康拉德四世和诸侯们选出的对立国王荷兰的威廉手中。康拉德于1254年死后便是大空位时期（Interregnum），在这一时期没有一位国王能得到普遍的认可，而诸侯们就此得以巩固他们的基础，甚至变为更加独立的统治者。1257年威廉死后，归尔甫派（反霍亨施陶芬派）支持的康沃尔的理查和卡斯提尔国王阿方索十世展开了皇位争夺，后者因拥有霍亨施陶芬家族的母系血脉而被吉伯林派（霍亨斯陶芬派）承认，但是从未踏上过德意志的土地。1273年理查死后，大空位时期以哈布斯堡的鲁道夫一世被一致承认而结束，他是一位未成年的前霍亨斯陶芬家族旁系成员。

### 中世纪晚期

#### 哈布斯堡与卢森堡王朝

霍亨斯陶芬家族统治下的神圣罗马帝国与西西里王国，其领地已用亮黄色标出

对于当时的德意志贵族而言，哈布斯堡的鲁道夫可谓理想的傀儡：空有辉煌的家世（腓特烈二世的教子、霍亨施陶芬家族的母系血脉），却年老（即位时55岁）力弱（当时哈布斯堡家族只在上勃艮第有零散的领地）。然而他们都低估这位伏枥老骥的雄才大略：1276年，鲁道夫一世以违反小特权为由，向擅自吞并巴本堡领地的波希米亚国王奥托卡二世宣战，最终在两年后于杜恩克鲁特战役击杀对手，成功将地域广大的奥地利变成哈布斯堡家族的世袭领土，从而一跃成为与波希米亚不分伯仲的德意志强藩。此后，帝国皇冠就几乎一直在波希米亚国王（主要出身卢森堡家族）和奥地利大公（哈布斯堡家族）手中流转，直到哈布斯堡家族出身的波希米亚与匈牙利国王斐迪南一世，从兄长皇帝兼奥地利大公卡尔五世/一世手中接过帝国皇冠和奥地利大公国。兼任了奥地利大公和波希米亚国王的奥地利哈布斯堡家族及其分支哈布斯堡-洛林家族，则一直垄断皇位直至帝国覆亡。
然而这个时期即便是皇帝已经拥有（仅相对于单一诸侯的）强大实力和广大的世袭领地，面对一旦皇帝试图褫夺特权就合纵抗皇的诸侯联盟，神圣罗马帝国的集权化道路依旧是举步维艰：鲁道夫一世将奥地利纳入家族领地的行径遭到诸侯们的一致反感，以至于其驾崩之后，当选为罗马王的不是哈布斯堡的阿尔布雷希特，而是拿骚的阿道夫，而拿骚家族则因为同样的原因而被哈布斯堡家族重夺王冠；控制了波希米亚、上萨克森、勃兰登堡等广大领土的查理四世所能做到的，只是颁布金玺诏书，确认诸侯的特权，以防止对立皇帝的出现和内战的爆发；马克西米利安一世的帝国改革可谓走得最远，但也仅仅是通过帝国议会与封建军制的改革、帝国咨政院和帝国行政圈的设立，以产生一个由贵族所治，为贵族所服中央政府，而这个脆弱的中央政府在后来的宗教改革中被搅的支离破碎；至于世界霸主查理五世，这个因为西班牙和勃艮第文化背景而始终得不到德意志贵族拥戴的虔诚天主教徒，最终深陷宗教纷争的泥潭，黯然让位于胞弟费迪南一世。

#### 政治格局的变化
13世纪同样见证土地管理方式向中世纪晚期过渡的整体性变化，以损失贵族封建制度为代价，为政治权力转移到冉冉升起的资产阶级手中做准备。金钱除用于支付人头税以外，开始更多地代表农业的经济价值。农民更多地开始被要求上交土地税。“所有权”的概念开始代替古代的管辖权模式，尽管它们仍然联系得很紧密。在帝国辖区，权力联系得更紧密：无论是谁拥有了土地的管辖权，其他的权力也就应运而生。然而很重要的一点是，这一时期的管辖权并不包括司法权，事实上后者直到世纪才真正出现。法庭审判很大程度上依赖于传统和惯例。
在这一时期，帝国所辖各区域开始转型为现代国家的前身。这一进程随着地域的不同区别很大，发展最快的地区很大程度上与古代日耳曼部落的区域重合。值得注意的是，这个时期帝国开始与德意志民族国家和日耳曼地域国家产生等价关系：1474年腓特烈三世首次在国号上加上“德意志民族/日耳曼民族的”（德語：/拉丁語：）的修饰语，1512在科隆的帝國會議马克西米利安一世则在首次在礼仪头衔中加上“德意志国王”（拉丁語：Rex Germaniae），而传统上表达对德意志地區治权的头衔是责实不明的“罗马人民的国王”（拉丁語：Romanorum Rex）。马克西米利安一世在1508年經過教宗儒略二世同意將「羅馬人的神聖皇帝」（Romanorum Imperator Augustus）改為「當選羅馬皇帝」（Electus Romanorum Imperator）結束了具有數百年歷史的習俗，即神聖羅馬皇帝必須由教皇加冕。
而因资本主义发展而富庶的北意大利城邦，如威尼斯、佛罗伦斯、比萨等等，持续地吸引着皇帝的注意和精力，使帝国對日耳曼與義大利其他地区的專注也減弱。
此外，帝国欠缺公认的王室继承法，因此一旦皇帝去世，往往造成各选帝侯继任皇帝的纷争，因而导致帝国的内战和陷入无政府状态。继位皇帝必须以武力战胜其他不支持的诸侯，或者必须想办法赢得多数诸侯的拥戴，才能维系皇帝的权威；在这种情况之下，神圣罗马帝国虽然有各成員國集結成一個核心“国家”之名，实际上却逐渐演变成为一个松散的“邦联组织”。

### 迈向近代

#### 宗教改革和文艺复兴
1516 年，未來神聖羅馬帝國皇帝查理五世的祖父阿拉貢的斐迪南二世去世。查理與他的母親卡斯蒂利亞的喬安娜一起在卡斯蒂利亞和阿拉貢開始了他的統治，這個聯盟演變成西班牙。
1519 年，已經在西班牙以卡洛斯一世的身份在位的查理以卡爾五世的身份獲得了皇室頭銜。神聖羅馬帝國最終會以查理的兄弟費迪南德的身份進入哈布斯堡王朝的一個更初級的分支，而高級分支繼續查理的兒子西班牙的菲利普二世統治西班牙和勃艮第的繼承權。許多因素促成了這一結果。對於詹姆斯·D·特雷西來說，正是歐洲文明的多中心特性使得難以維持“一個領土遍及整個大陸的王朝，從低地國家到西西里島，從西班牙到匈牙利——更不用說西班牙的海外屬地了”。其他人則指出了宗教緊張局勢、財政問題以及包括法國和奧斯曼帝國在內的外部勢力的阻撓。 在更個人的層面上，卡尔未能說服德國诸侯们支持他的兒子菲利普，他的“尷尬和孤僻的性格和缺乏德語技能注定了這個事業失敗”。 
在查理開始在神聖羅馬帝國統治之前，1517 年，馬丁·路德發起了後來被稱為宗教改革的運動。帝國隨後沿著宗教路線分裂，北部、東部和許多主要城市——斯特拉斯堡、法蘭克福和紐倫堡——成為新教徒，而南部和西部地區基本上仍然是天主教徒。
在查理統治初期，另一個帝國軍團再次成立（1522年），儘管查理宣稱他只會在他不在的情況下容忍它，並且它的主席必須是他的代表。查理五世從1521年到1530年在德國缺席。與1500年代初期建立的類似，帝國軍團由於參與不穩定和诸侯之間的分歧，未能建立獨立於皇帝的聯邦權力機構。查理五世在1547年的施馬爾卡爾登戰爭中擊敗了新教諸侯，但勢頭減弱了，儘管軍事失敗，新教莊園仍能在政治上倖存下來。在1555年的奧格斯堡和約中，查理五世通過他的兄弟費迪南，正式承認統治者有權選擇天主教或路德教（不包括慈運會、加爾文主義者和激進分子）。1555年，保羅四世當選教皇，站在法國一邊，疲憊的卡尔終於放棄了建立世界基督教帝國的希望。

#### 三十年战争

1600年的神圣罗马帝国

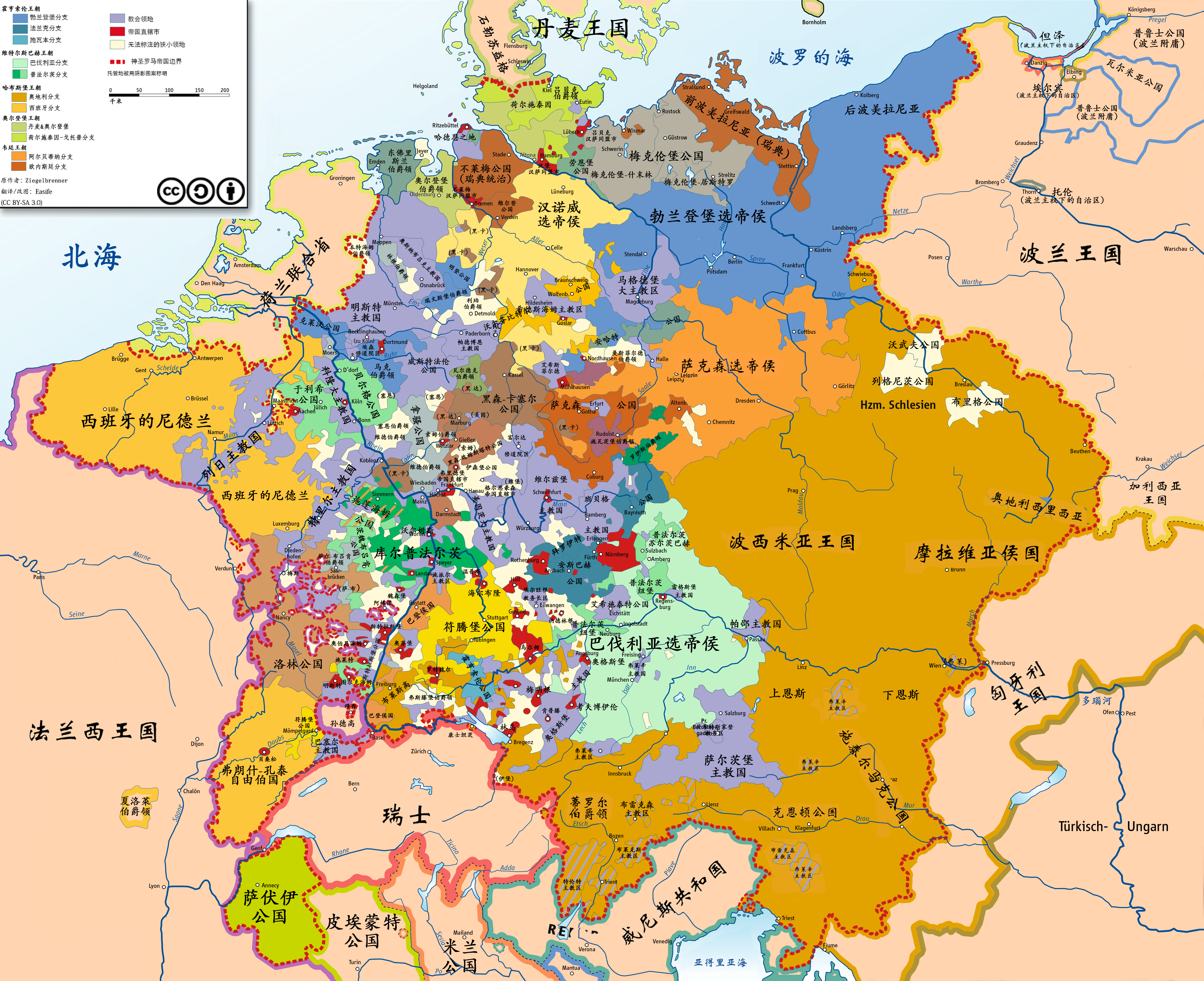
1648年，《威斯特伐利亚合约》签订后的神圣罗马帝国及其周边地图

1618年6月26日，当时神圣罗马帝国境内有390个領地，如公国、侯国、教會领地、自由邦、自由城市、骑士领地等，而对哈布斯堡奥地利在帝国内部重振皇权政策的反感，以及因为宗教改革造成的占诸侯大多数的新教诸候对天主教皇帝的敌视，最终引发了三十年战争。三十年战争使得日耳曼的经济倒退了近200年，犹如回到了农奴制的封建时代；又因为《威斯特伐利亚和约》，神圣罗马帝国内的诸侯可享有自主权。这使得皇权进一步的被削弱，帝国境内的诸侯各自为政，他们的领地有如一个独立的王国。三十年戰爭后，神聖羅馬帝國共有314個邦國和1475個騎士莊園領地。到了18世纪，经历了波兰王位继承战争、奥地利王位继承战争和七年战争等等内战，整个帝国形成三百多个独立的大小邦国，神圣罗马皇帝甚至连德意志邦国的盟主都称不上，彻底成了徒有其名的傀儡，而世人对皇帝的印象，更多地是哈布斯堡家族的族长与奥地利的统治者，而非德意志的最高君主。而另一方面，汉诺威、萨克森、巴伐利亚等几个世俗选帝侯也逐渐成为欧洲政坛上不可或缺的要角，其中，由勃兰登堡选侯国发展而来的普鲁士王国更是跻身欧陆列强之列，与奥地利展开持久的德意志争霸战。

#### 巴洛克时期
在接下來的6年裡，德國享有相對和平。在東線，土耳其人繼續成為巨大的威脅，儘管戰爭意味著與新教王子的進一步妥協，因此皇帝試圖避免它。在西部，萊茵蘭越來越受到法國的影響。荷蘭對西班牙的起義爆發後，帝國保持中立，事實上允許荷蘭在 1581 年離開帝國。副作用是科隆戰爭，它蹂躪了萊茵河上游的大部分地區。皇帝斐迪南三世於 1653 年正式接受荷蘭中立，這一決定於 1728 年由德國國會批准。

### 近现代时期

##### 普奥斗争
隨著路易十四的崛起，哈布斯堡王朝主要依靠他們的世襲土地來對抗在帝國內部擁有領土的普魯士的崛起。 在整個 18 世紀，哈布斯堡家族捲入了各種歐洲衝突，例如西班牙王位繼承戰爭（1701-1714）、波兰王位继承战争（1733-1735）和奧地利王位繼承戰爭（1740- 1748）。 奧地利和普魯士之間的二元对立主導了1740年之後的帝國歷史。

##### 法国大革命和解体

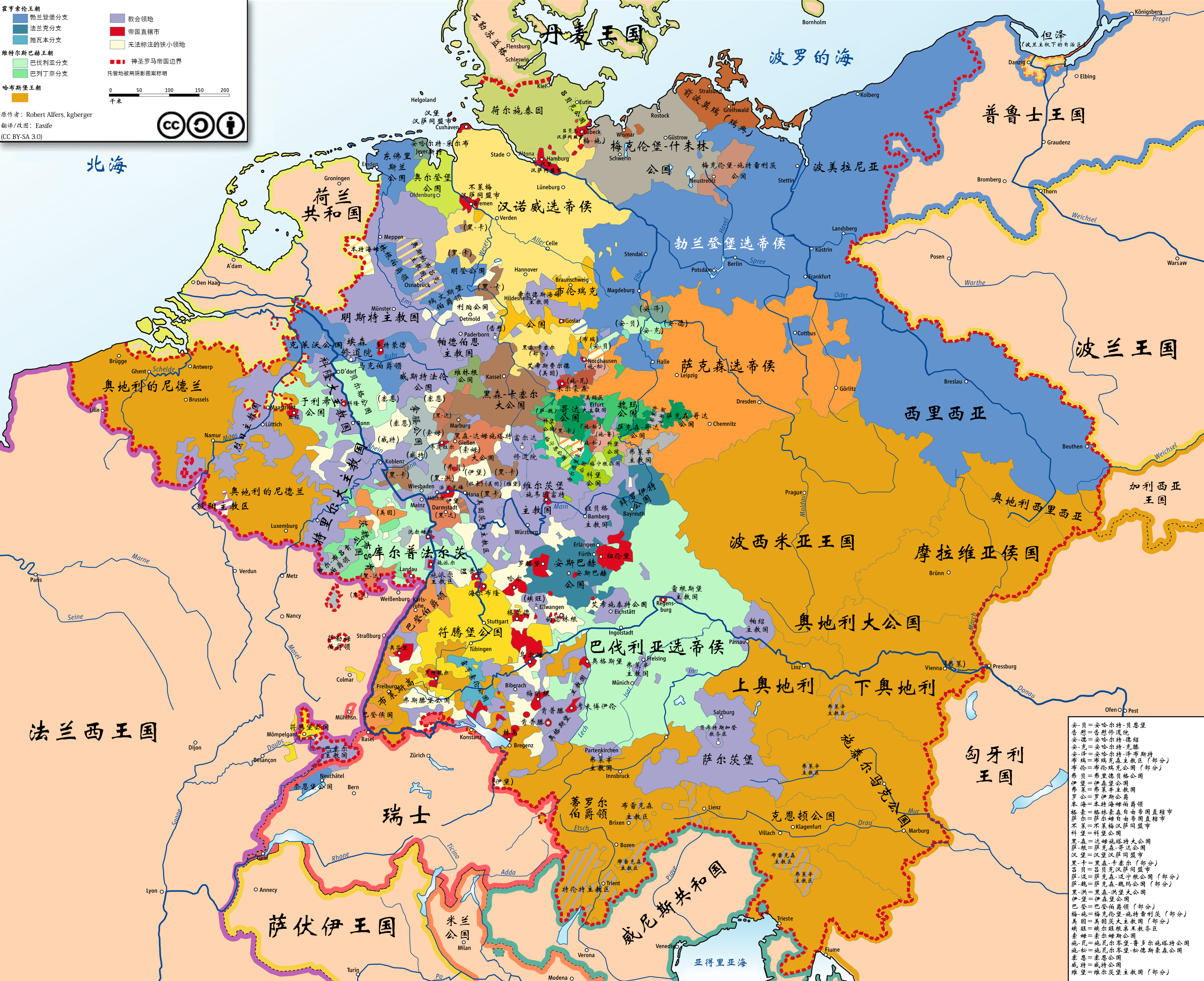
1789年，法国大革命前的神圣罗马帝国及其周边地图

1789年，法國大革命爆發。神聖羅馬皇帝利奥波德二世的妹夫，法王路易十六被推翻。而他妹妹，法国王后玛丽·安托瓦内特被法國共和政府處決，為防止「公平、自由、博愛」思潮的擴散，利奥波德二世極力聯合歐洲各國君主，以武力保卫法国的君主制。
1792年利奥波德二世正式与普鲁士缔结同盟，准备以武力干涉法国。他卻在这时暴斃，不過他的兒子，神聖羅馬皇帝弗朗茨二世繼續了他的政策，更於次年與普魯士、萨丁尼亞、英國、荷兰和西班牙組成第一次反法同盟。但這個聯盟在1797年，因聯軍被拿破仑所率領的法國意大利方面军打敗，被迫議和而土崩瓦解。
1799年，歐洲列強趁法軍猛將拿破仑的軍隊被困埃及的契機，再次發起反法戰爭。這次帝國聯同英國、土耳其、俄羅斯組成了第二次反法同盟。但同年底拿破仑隻身返國，發動雾月政变并取得法國軍政大權，成为法国第一执政。此后拿破仑親自指揮意大利方面軍，回頭對付反法各國，於1800年打敗聯軍，帝國不得不與拿破仑議和，解散反法同盟。而拿破仑在政变结束后三周發表的公告中，宣佈「大革命已经结束」，令歐洲列強稍微安心，再加上他們的實力受損，因而暫時放棄反法的行動。但拿破仑的野心令歐洲在幾年後再起干戈。
1804年5月18日，拿破仑稱帝。神聖羅馬皇帝弗朗茨二世見到法國大革命和拿破仑的崛起加劇了德國諸城邦的分化，擔心法國再次擴張，與神聖羅馬帝國抗衡。因此，他決定糾合英國，俄國，瑞典和那不勒斯王國，組成第三次反法同盟。
1805年，帝國在俄軍支援下入侵法国盟國巴伐利亞。而那不勒斯則和帝國軍一道進攻拿破仑在意大利的盟國。不過拿破仑迅速做出反應，自本土揮軍渡過萊茵河。
12月2日，法、俄、神聖羅馬三國皇軍，在奧斯特利茨打了一場「三皇會戰」。拿破仑最後不但守住巴伐利亞，更攻入哈布斯堡領地摩拉維亞，將帝國軍趕出意大利，並在普魯士境內打敗俄援軍。
12月16日，法國和帝國最終簽訂《普雷斯堡和約》。和約簽訂後，拿破仑決定成立以自己為護國公的萊茵邦聯，以整固自己在德意志地區的盟友。
1806年7月12日，在拿破仑的威逼利誘下，16個神聖羅馬帝國的成員邦在巴黎簽訂了《萊茵邦聯條約》（Rheinbundakte），脫離帝國，加入邦聯。此舉嚴重削弱奧地利在德意志地區的領主地位，令弗朗茨二世大為不快。拿破仑為了吸引更多國家加入邦聯，決定親手終結神聖羅馬帝國。因此他對奧皇弗朗茨二世發出最後通牒，要求他解散神聖羅馬帝國，並且放棄神聖羅馬皇帝和罗马人民的國王的稱號。
最後弗朗茨二世於1806年8月6日放棄神聖羅馬皇帝的帝號，僅保留奧地利帝國的帝號。神聖羅馬帝國正式滅亡。

## 政治体制

### 皇帝

約1000年左右的神聖羅馬帝國

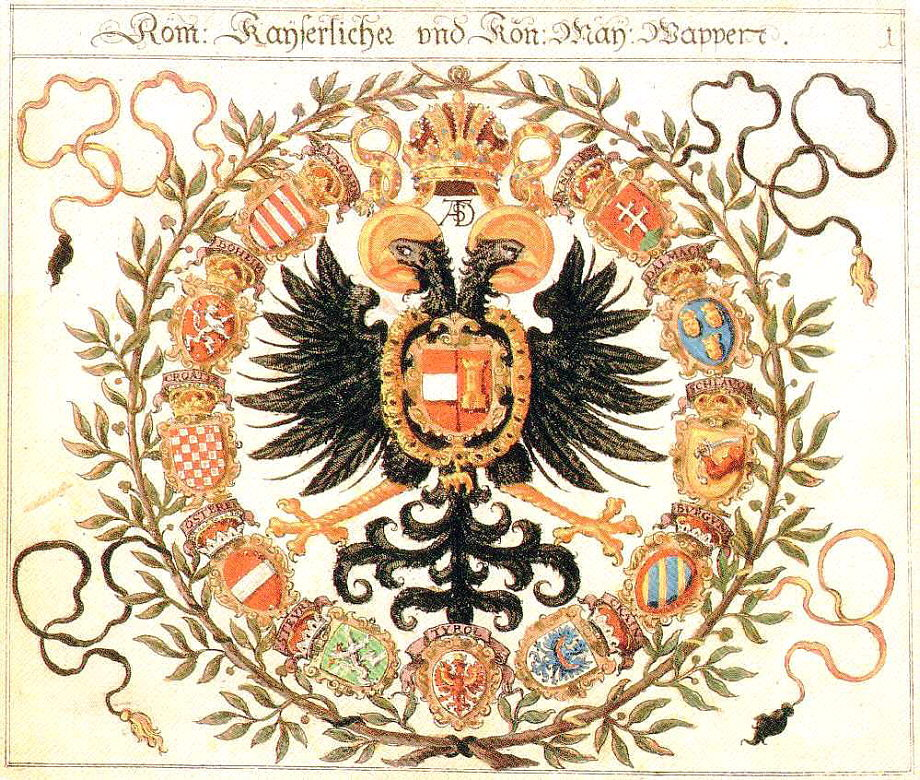
马克西米利安二世时（1564－1576）的帝国徽章

神聖羅馬帝國的統治者俗稱為神羅皇帝，1508年以前稱號為「羅馬人的神聖皇帝」（Romanorum Imperator Augustus），1508年後稱號為「當選羅馬皇帝」（Electus Romanorum Imperator）。自奥托一世（奥托家族第一任皇帝）由教宗加冕以来，每一位罗马人民的国王都希望获得皇帝名号。但由奥托一世所创建的帝国，其皇帝称号来自于教宗賦予的「西羅馬的皇帝」稱號，皇帝通过征服意大利来取得“罗马皇帝”的合法性。帝国的所谓选帝侯，其直接选举的当为「罗马人的国王」，而非皇帝。因此，并非每一位德意志统治者都可以成为皇帝，只有进军意大利，接受教宗加冕的强者，才可获得这一殊荣。
神聖羅馬帝國的範圍，在奧托一世和後代的不斷使其有地區納入、加盟下，從日耳曼平原北至波羅的海，東達今天的波蘭部份，並南抵今天的瑞士、波希米亞、奧地利和義大利的北部。打從一開始，神聖羅馬帝國的皇帝即面臨一個相同的難題，也就是如何保持對德意志和義大利這兩個不同地區的控制，因為兩地中間隔著阿爾卑斯山脈，統合上並不容易。
神聖羅馬帝國的成功，基本上是受惠於日耳曼和義大利這兩個主要成員。日耳曼人並沒有消除多少野蠻的特性。他們很早就被查理曼征服。帝國也從義大利的文化、科技和貿易等方面獲利良多。義大利人欣然接受由帝國確保的和平與穩定，因為他們曾在五百年前受到入侵。由帝國所提供的保護防衛了羅馬教廷，並且讓義大利的城邦國家得以開始發展。
帝國皇帝的軍隊由教會土地的佃戶所擔任，他們有義務為皇帝服軍役，是皇帝在與教會決裂而失去權威前這些士兵是皇帝軍隊的多數。第二種重要的部隊是由莊園農奴組成的兵團，雖然他們一部分會在接受最好的訓練與裝備後成為騎士，卻不是自由人。第三由帝國分予土地的自由民、軍戶、農民、騎士也有義務服從號召。之外帝國內所有的部隊皇帝理論上皆有權指揮，各公國在皇帝的請求下也會提供軍役的號召。這些軍隊會被用來鎮壓由帝國內貴族和農民所參與的暴動或政爭，也必須抵擋來自北方的維京人和東方的馬札兒人所發動的入侵。
在奥托与萨利安两朝，皇帝還有实际的权力，帝國軍的指導權讓皇帝在具掌控帝國內成員的實力。
然而，皇帝和教宗之間的對抗，間接的形成了日耳曼的未來命運。這項對抗是關於皇帝對主教職位的授予，和日耳曼境內其他教堂神職人員的任命。教宗額我略七世反對這項措施，因為如此一來導致教堂神職人員的職位買賣，成為主要的貪污腐化來源。神職人員的職位常常落到出價最高的競標者手裡。在長期數位教宗和皇帝之間的競爭，教宗贏得選擇主教的權利。在這場爭執中，帝國就在日耳曼爆發了內戰。
削弱了皇帝們在日耳曼和義大利的統治權。當皇帝被暫時逐出教會並且投注於對抗羅馬的戰爭時，帝國的政權就已失去效力。在未受到皇帝的干預或幫助之下，地方上的日耳曼親王團結自己的力量並與維京人作戰。在義大利，興起中的城邦國家聯合起來組成倫巴底聯盟，並拒絕承認神聖羅馬帝國皇帝的地位。
因此随着德意志各诸侯离心倾向的加剧，皇帝的地位不断下降。1356年卢森堡家族的查理四世颁布《金璽詔書》以后，皇帝实际由帝国境内七大选帝侯选举产生，他们是最古老同时也是最具权势的三大教会选帝侯：美因茨大主教、科隆大主教、特里尔大主教；四大世俗选帝侯：波希米亚国王、莱茵—普法尔茨伯爵、萨克森—维滕堡公爵，勃兰登堡藩侯，本身代表帝國的成員國不再認為皇帝與帝國有實際價值。
在日耳曼和義大利的政權，自此從皇帝身上轉移到地方上的親王和城市。皇帝的軍隊叛亂，佔領由他們駐守的城市和城堡，並宣佈這些地方被解放。而當時的皇帝為重新奪回義大利，對日耳曼地方上的親王作了很多的讓步。到了十三世紀中期，神聖羅馬帝國便已名存實亡，皇位更虛置達二十年。日耳曼的親王只關心自己所保有的東西。義大利的城邦國家並不接受日耳曼的統治者，而且他們也強大得足以防衛自己。
中古時代的皇帝是由日耳曼的親王推選出來的，但僅徒具空名，對地方的控制力遠遠不及他們對自己家族莊園的掌握。幾個世紀以來，日耳曼只能算是歐洲的一股小勢力。
16世纪時，哈布斯堡家族试图重振皇权，但因欧洲各国和德意志诸侯的联合反对而作罢。

### 帝国政治体
帝國議會中代表的領土數量相當可觀，在威斯特伐利亞和約時約有 300 個。其中許多 Kleinstaaten（“小國”）面積不超過幾平方英里，和/或包括幾個不連續的部分，因此帝國通常被稱為 Flickenteppich（“拼布地毯”）。如果根據封建法律，一個實體除了神聖羅馬帝國皇帝本人之外沒有任何高於它的權威，那麼它就被認為是一個 Reichsstand（帝國政治体）。帝國政治体包括：
- 由世襲貴族統治的領土，例如诸侯、大公、公爵或伯爵。
- 由大主教、主教或修道院长等教會要人持有世俗權威的領土。這樣的教士或教士是教會的亲王。亲王主教的常見情況下，這個臨時領土（稱為王子主教）經常與他通常更大的教會教區重疊，賦予主教民事和教會權力。例如科隆、特里爾和美因茨的大主教。
- 自由的皇城和皇村，只受皇帝管轄。
- 自由帝國騎士和帝國伯爵的分散財產，直接隸屬於皇帝，但在帝國議會中沒有代表。

後來帝國最強大的領主是奧地利哈布斯堡王朝，他們在17世紀上半葉統治了帝國境內240,000平方公里（93,000平方英里）的土地，主要在現代奧地利和捷克。與此同時，薩克森、巴伐利亞和勃蘭登堡（在兼并普魯士之前）的選民統治的土地都接近40,000平方公里（15,000平方英里）；不倫瑞克-呂訥堡公爵（後來的漢諾威選帝侯）的領土面積大致相同。這些是德國最大的領地。普法爾茨選帝侯的面積明顯減少，為20,000平方公里（7,700平方英里），美因茨、科隆和特里爾的教會選帝侯要小得多，約為7,000平方公里（2,700平方英里）。比它們大的還有符騰堡公國、黑森-卡塞爾領地和梅克倫堡-什未林公國，面積約為7,000-10,000平方公里（2,700-3,900平方英里）。它們的規模與薩爾茨堡和明斯特的主教轄區大致相當。大多數其他德國領土，包括其他王子主教轄區，都在5,000平方公里（1,900平方英里）以下，最小的是帝國騎士團；大約在1790年，騎士團由350個家族組成，共同統治的總面積僅為5,000平方公里（1,900平方英里）。意大利帝國更加集中，其中大部分是1600年被劃分為薩沃伊（薩沃伊、皮埃蒙特、尼斯、奧斯塔）、托斯卡納大公國（托斯卡納、盧卡酒吧）、熱那亞共和國（利古里亞、科里斯卡）、摩德納-雷焦和帕爾馬-皮亞琴察公國（艾米利亞），以及西班牙米蘭公國（倫巴第的大部分地區），每個公國都有50到150萬人口。低地國家也比德國更加連貫，完全在西班牙荷蘭的統治下，作為勃艮第圈的一部分，至少名義上是這樣。

### 首都
神聖羅馬帝國沒有明定的首都，只有國王與皇帝的皇宮所在地，例如：（奧托家族）、施派爾（薩利安家族）、布拉格（盧森堡家族）與維也納（哈布斯堡家族）；除此以外還有一些重要城市，如亞琛→美因河畔法蘭克福（皇帝加冕地）、雷根斯堡（帝國議會所在地）與紐倫堡（Reichskleinodien保管地）。

### 帝国议会
帝國議會（Reichstag，或Reichsversammlung）不是今天所理解的立法機構，因為其成員設想它更像是一個中央論壇，在那裡談判比決定更重要。議會在理論上優於皇帝本人。它分為三個等級。第一類，選舉人委員會，由選舉人組成，也就是可以投票給羅馬國王的王子。第二級，王子會議，由其他王子組成。王子會議分為兩個“長椅”，一個為世俗統治者，一個為教會統治者。等級較高的王子有個人投票權，而等級較低的王子則按地理分組為“學院”。每個學院都有一票。
第三類是帝國城市委員會，它分為兩個學院：斯瓦比亞和萊茵河。皇城議會並不完全平等。它無法就接納新領土等若干事項進行投票。自中世紀晚期以來，自由城市在議會中的代表權已變得普遍。然而，他們的參與直到1648年才正式承認，威斯特伐利亞和平結束了三十年戰爭。

### 帝国司法机构
帝國也有兩個法庭：國王/皇帝的帝國宮廷法院，以及由馬克西米利安一世在1495年的帝國改革中建立的帝国枢密法院。和Auclic委員會是舊帝國的兩個最高司法機構。帝国枢密法院的組成由神聖羅馬帝國皇帝和帝國的附屬國共同決定。在這個法庭內，皇帝任命了首席大法官，他總是出身高貴的貴族，幾名司長和一些其他的小法官。
Aulic委員會在許多國家司法糾紛中都擁有獨立的地位，無論是與帝國室內法庭一致，還是完全由他們自己來處理。各省的皇室法庭擴展到破壞公共安寧、任意拘押或監禁的案件、與國庫有關的請求、違反皇帝的法令或帝國議會通過的法律、帝國直接租戶之間的財產糾紛或不同統治者的臣民，最後對帝國的直接租戶提起訴訟，除了刑事指控和與帝國封地有關的事項，這些訴訟都提交給了Aulic委員會。

### 帝国行政圈
作為帝國改革的一部分，1500年建立了六個帝國圈；1512年又建立了四個。這些是帝國各州大部分（儘管不是全部）的區域性集團，用於國防、帝國稅收、鑄幣監督、維持和平職能和公共安全。每個圈子都有自己的議會，稱為Kreistag（“圈子議會”），以及一個或多個負責協調圈子事務的董事。即使在1512年之後，也不是所有的帝國領土都包括在帝國范圍內；波希米亞王室的土地被排除在外，瑞士、意大利北部的帝國封地、帝國騎士的土地以及某些其他小領土，如杰弗領主，也被排除在外。

### 对外关系

#### 欧洲内部
哈布斯堡王室有自己的外交官來代表其利益。 從 1648 年左右開始，神聖羅馬帝國的較大公國也這樣做了。 神聖羅馬帝國沒有專門的外交部，因此帝國議會無法控制這些外交官； 國會偶爾會批評他們。
當雷根斯堡作為議會所在地時，法國以及 1700 年代後期的俄羅斯都在那裡設有外交代表。 丹麥、英國和瑞典在德國擁有土地，因此在議會中也有代表權。荷蘭在雷根斯堡也有特使。雷根斯堡是使節會面的地方，因為它是可以接觸到國會代表的地方。

#### 和东帝国的关系
实际上，神圣罗马帝国与东罗马帝国没什么直接关系，这里说的东罗马帝国应与神圣罗马帝国加以区别。拜占庭帝国，乃是罗马帝国的君士坦丁大帝于330年迁都拜占庭，并改名为君士坦丁堡，将罗马帝国划为东、西两部分，其中的东罗马帝国，现在为做历史区分常称其为拜占庭帝国。（当时的拜占庭人仍自称为“罗马人”）
东罗马帝国的伊琳娜皇帝竭力与查理大帝保持良好关系，甚至试图和他结婚。但根据唯一提及此事的拜占庭史学家圣狄奥法内斯（坚信者）所说，这项计划被身为女皇的小叔子也是宠臣的埃迪奥斯所阻止。而查理大帝加冕后，也同样希望通过与女皇联姻使自己的“罗马皇帝”的称号合法化，并促成东西两大罗马帝国的合并和罗马世界的再度统一，只是求婚使者刚到君士坦丁堡不久，女皇就被推翻了。

## 人口
在公元962年时的神圣罗马帝国统治着470万人口；1000年时，增加到700万人口；到1100年增长到820万；到1200年达到1020万。到1600年人口达到2300万人；到1618年6月之前人口达到2500万，但是自1618年6月26日至1648年10月29日的三十年战争造成当时神圣罗马帝国境内很多地区60%的人口消失，最严重的波美拉尼亚65%、最轻微的西里西亚25%。到1648年10月威斯特伐利亚条约签订时，神圣罗马帝国境内还剩下人口1000余万，之后一直没恢复到2500万人口。
神聖羅馬帝國的總人口數字極其模糊，差異很大。查理曼帝國可能擁有多達2000萬人口。鑑於後期帝國的政治分裂，沒有中央機構可以編制這些數字。儘管如此，人們相信三十年戰爭的人口災難意味著17世紀早期的帝國人口與18世紀早期的人口相似。根據一項估計，直到1750年，帝國的人口才超過1618年的水平。
在17世紀初，選侯在他們的統治下擁有以下數量的帝國臣民：
- 哈布斯堡王朝：5,350,000（包括波西米亞王冠领地的300萬）
- 薩克森選民：1,200,000
- 巴伐利亞公國（後來的巴伐利亞選帝侯）：800,000
- 普法爾茨選候：600,000
- 勃蘭登堡選候：350,000
- 美因茨、特里爾和科隆：總共300–400,000

西班牙哈布斯堡王朝雖然不是選舉人，但在帝國內的臣民數量僅次於奧地利哈布斯堡王朝，在17世紀初的勃艮第圈和米蘭公國擁有超過300萬的臣民。
彼得威爾遜估計1700年帝國的人口為2500萬，其中500萬居住在意大利地區。到1800年，他估計帝國的人口為2900萬（不包括意大利），另外1260萬由帝國以外的奧地利人和普魯士人控制。
| 排名 | 城市                     | 人口    |
| ---- | ------------------------ | ------- |
| 1    | 米蘭（Milan）            | 100,000 |
| 2    | 布拉格（Prague）         | 70,000  |
| 3    | 熱內亞（Genoa）          | 58,000  |
| 4    | 根特（Gent）             | 55,000  |
| 5    | 科隆（Köln）             | 45,000  |
| 6    | 紐倫堡（Nürnberg）       | 38,000  |
| 7    | 布魯日（Bruges）         | 35,000  |
| 8    | 布魯塞爾（Brussels）     | 33,000  |
| 9    | 安特衛普（Antwerp）      | 30,000  |
| 9    | 奥格斯堡（Augsburg）     | 30,000  |
| 9    | 瓦朗謝訥（Valenciennes） | 30,000  |
| 12   | 布雷斯勞（Breslau）      | 25,000  |
| 12   | 呂貝克（Lübeck）         | 25,000  |
| 12   | 皮亞琴察（Piacenza）     | 25,000  |
| 15   | 雷根斯堡（Regensburg）   | 22,000  |
| 16   | 斯特拉斯堡（Straßburg）  | 20,000  |
| 16   | 烏特勒支（Utrecht）      | 20,000  |
| 16   | 維也納（Wien）           | 20,000  |

## 宗教
路德教在1555年的奧格斯堡和約中得到正式承認，加爾文教在1648年的威斯特伐利亞和約中得到正式承認。這兩個教派是唯一被官方承認的新教教派，而其他各種新教教派如重浸派、阿民念教派等在帝國內非法共存。重浸派有多種教派，包括門諾派、施瓦澤瑙兄弟會、哈特派、阿米甚派和其他多個團體。
在奧格斯堡和約之後，領土的官方宗教由教随君定原則決定，根據該原則，統治者的宗教決定了他的臣民的宗教。威斯特伐利亞和約廢除了這一原則，規定一個領土的官方宗教應與1624年1月1日相同，被認為是“正常年份”。從此以後，統治者皈依另一種信仰並不意味著他的臣民也皈依。
此外，天主教統治者的所有新教臣民（反之亦然）都得到保障，他們在該日期享有的權利。雖然一個地區的官方宗教的信徒享有公開禮拜的權利，但其他人則被允許私人禮拜的權利（在沒有尖頂或鐘聲的小教堂中）。理論上，任何人不得因宗教原因而受到歧視或排除在商業、貿易、手工藝或公共葬禮之外。第一次，或多或少假設了帝國基督教會之間永久分裂的性質。神聖羅馬帝國存在少數猶太人

## 评价
- 法国思想家伏尔泰在《風俗論》第70章裡對大空位時期的它評價道：“這個國家以往被稱為神聖羅馬帝國，現在還是這樣稱呼，但它既不神圣，也不罗马，更非帝国。”事實上伏爾泰對神聖羅馬帝國是予以肯定的，但他認為在大空位時期之後，其國名已經不配稱為神聖羅馬帝國。[21]
- 由於一開始採取羅馬-德意志國王的雙軌制，造成16世紀之前的德意志民族意識遊走於羅馬和德國之間而混淆，遲至19世紀中旬才出現真正屬於德意志人的國家德意志帝國。
- 德国纳粹党将神圣罗马帝国称为“德意志第一帝國”（Erstes Reich），将德意志帝国称为“德意志第二帝國”，因此将纳粹德国称为“德意志第三帝國”，此称谓在1923年首次出现。[22]

### 地图
- Deutschland beim Tode Kaiser Karls IV. 1378 (Germany at the death of emperor Charles IV.) taken from "Meyers Kleines Konversationslexikon in sechs Bänden. Bd. 2. Leipzig u. Wien : Bibliogr. Institut 1908", map inserted after page 342
- The Holy Roman Empire, 1138–1254
- The Holy Roman Empire c. 1500 （页面存档备份，存于）
- The Holy Roman Empire in 1648 （页面存档备份，存于）
- The Holy Roman Empire in 1789 (interactive map) （页面存档备份，存于）